# Franciszek Skutnik
Franciszek Skutnik, Szkutnik (ur. 16 września 1861 w Józefowie koło Dąbrowy Górniczej, data śmierci nieznana), polski pisarz amator, górnik.
Urodził się w rodzinie górnika Jakuba i Weroniki. Oboje rodzice, podobnie jak rodzice chrzestni – górnik Franciszek Birkowski i Ewa Matysikowa – byli niepiśmienni. Prawdopodobnie kształcił się sam, co pozwoliło mu obok pracy górnika pisać amatorsko artykuły do czasopism, poświęcone głównie doli górnika. Jedyny zachowany utwór, podpisany "Górnik Franciszek Skutnik", to Cudowne ocalenie górników żywcem zakopanych w kopalni węgla w Świętochłowicach. Ukazał się w dwóch numerach warszawskiej "Gazety Świątecznej" w 1884 (nr 205 i 207). Opowiadanie traktowało o rzeczywistym wydarzeniu – katastrofie w kopalni Gwidona Henckel von Donnersmarcka 20 czerwca 1884, kiedy woda ze stawu położonego nad kopalnią odcięła od świata 43 górników; po kilkudniowej akcji wszystkich uratowano. Autor z troską pisał też o losie górników po wypadku i oskarżeniach dyrektora kopalni, który zarzucał swoim pracownikom symulowanie choroby i zbyt długą hospitalizację.
Dane biograficzne Skutnika, poza datą urodzenia, nie są znane. Nieznana jest również data jego śmierci.